# Yann Demange
Yann Demange (Paris, 1977) es un director de cine francés. Criado en Londres donde se formó como cineasta, después de dirigir la serie televisiva  Deat Set (2008) y Top Boy (2011), debutó como director de cine con la película aclamada por la crítica de cine independiente '71 (2014), por la que recibió el Premio al mejor director de British Independent Film.

## Biografía
Nacido en París de madre francesa y padre argelino, Demange llegó al oeste de Londres con su madre y dos hermanos cuando tenía dos años. Empezó su carrera a los 18 como corredor en vídeos musicales antes de matricularse en la Universidad de Comunicación de Londres. Más tarde realizó documentales de observación para General Electric y durante ocho semanas estuvo en Chicago filmando cristianos evangélicos.
Más tarde Demange asistió a la Escuela Nacional de Cine y Televisión de Reino Unido con una beca de Disney. Tras su película de graduación "Incomplete" una comedia oscura "loopy" sobre un hombre cuyo pene desaparece y habla con la vagina de su novia por la noche, logró un acuerdo con ICM Partners y dirigió varios episodios de la serie televisiva Secret Diary of a Call Girl (2007). Viajó a Ámsterdam donde vivió nueve meses preparando un guion sobre la guerra de Argelia. No era lo suficientemente bueno, asegura, pero fue la base de '71 con muchos elementos similares entre lo que ocurrió en Argelia y la situación de Belfast.  Regresó a Londres para dirigir la serie de terror Dead Set (2008), que fue nominada para un BAFTA como mejor serie de drama. Por su dirección en Canal 4  de Top Boy (2011), un drama de pandillas en Hackney, Demange recibió una nominación al BAFTA como mejor directori mientras la serie fue nominada en la categoría de Mejor Miniseries.
Demange hizo su debut como director de largometrajes con '71 (2014), protagonizado por Jack O'Connell en el papel de un soldado desplazado a Belfast en un momento álgido de violencia política en Irlanda del Norte. '71 se estrenó en competición en el Festival Internacional de Cine de Berlín y recibió la aclamación de la crítica.  Demange ganó el premio de Cine Independiente Británico al mejor director y fue nominado para el BAFTA al Debut Excepcional para escritor, director o productor británico. Demange está considerado como una prometedora voz en el cine británico.
Yann Demange, Denis Villeneuve y David Mackenzie fueron en 2017 los tres candidatos finalistas para dirigir la próxima entrega de James Bond anunciada para 2019.

## Filmografía

### Televisión
- Secret Diary of a Call Girl (2007)
- Dead Set (2008)
- Top Boy (2011)

### Cine
- '71 (2014)
- White Boy Rich (2018)